# Centris aethyctera
Centris aethyctera är en biart som beskrevs av Roy R. Snelling 1974. Centris aethyctera ingår i släktet Centris och familjen långtungebin. Inga underarter finns listade.